# Beyond the Obvious
Beyond the Obvious — шестой студийный альбом американского джазового трубача Валерия Пономарёва, выпущенный в 2006 году на лейбле Reservoir Records. Альбом был записан в Нью-Йорке на студии Avatar Studios 22 сентября 2005 года при участии тенор-саксофониста Дона Брейдена, басиста Мартина Зенкера и ударника Джерома Дженнингса.

## Отзывы критиков
| Оценки критиков           | Оценки критиков |
| Источник                  | Оценка          |
| ------------------------- | --------------- |
| AllMusic                  | [ 1 ]           |
| The Penguin Guide to Jazz | [ 2 ]           |

В обзоре для All About Jazz Кен Франклинг заявляет: "Это наполовину смесь джазовых стандартов и пикантных оригиналов. Вступительная песня «You Dig», чьё странное разговорное название на самом деле является мелодией, была записана Пономарёвым и ритм-секцией, пока Брейден сидел в пробке по дороге в студию. Это умный, энергичный блюз. Даже в стандартах, включая «Close Your Eyes» и «Chelsea Bridge», Пономарёв умело перестраивает музыку, позволяя квартету раскрыть новые интересные грани, отсюда и название проекта. В их интерпретации классической песни Орнетта «The Blessing» конца 50-х есть интенсивность и красота. «В Chelsea Bridge три основных солирующих голоса — труба, тенор и бас — и это жемчужина. Обратите внимание на тонкости и ритмические вариации, которые ансамбль добавляет к „Party Time“ Ли Моргана, классическому блюзу от одного из героев-трубачей. Партии духовых инструментов Брейдена и Пономарёва искусно дополняют друг друга как в тандеме, так и в качестве фонов на протяжении всей этой сессии. Очевидно, что лидер, столь основательно ориентированный на бибоп, продолжает эту захватывающую традицию».
Кен Драйден из AllMusic написал: «Вместе с Брейденом, застрявшим в пробке, Пономарёв импровизировал блюз, чтобы разогреться с остальными, и закончил бодрым вступлением „You Dig, I Hear You, You Know What I Mean, Etc“. Трубач использует весь диапазон своего инструмента в своём выразительном соло, также объединяя усилия с Дженнингсом. Сочетание трубы и тенор-саксофона в обтягивающей „Party Time“ Ли Моргана придаёт произведению немного жутковатый привкус. В его аранжировке „Chelsea Bridge“ больше скорби, чем в типичном горько-сладком обрамлении этой знаковой композиции Билли Стрейхорна. Песня Орнетта Коулмана „The Blessing“ оказалась очень доступной, в ней есть отличное взаимодействие и немного баса arco от Зенкера. Песня Пономарёва „Sale on Love“ с латинским оттенком, едва замаскированная переработка „Love for Sale“ Коула Портера — это гармонично насыщенное расширенное исполнение. Отсутствие пианиста никогда не было проблемой, поскольку музыканты восполняли недостающие аккорды в своих головах, от души играя на протяжении всего этого плодотворного студийного свидания».
В справочнике The Penguin Guide to Jazz об альбоме: «„Sale on Love“, возможно, свидетельствует о том, насколько Пономарёв сейчас вернулся к своему музыкальному прошлому (это всего лишь переработанная песня Коула Портера), но также и о том, насколько творчески он всё ещё способен это делать. Это интересная группа, с Брэденом в хорошей форме и отличной работой молодого барабанщика, в котором достаточно огня Блэйки, чтобы сделать его захватывающим».
Майк Шенли из JazzTimes: «Валерий Пономарев выбрал подходящее название для своего последнего релиза, поскольку трубач придерживается хард-бопа — „очевидного“ стиля, в котором он на шаг выходит за рамки нормы как авторитетный солист, автор и аранжировщик. Для этой сессии Пономарев собрал квартет без фортепиано, и группа откликается на раскрепощение выступлениями, для которых не нужен инструмент».

## Список композиций
1. «You Dig, I Hear You, You Know What I Mean, Etc.» (Валерий Пономарёв) — 6:04
2. «Close Your Eyes» (Бернис Петкере) — 6:15
3. «Party Time» (Ли Морган) — 9:41
4. «The Blessing» (Сай Коулман) — 6:51
5. «From Cat to Nat» (Валерий Пономарёв) — 9:06
6. «Sale on Love» (Валерий Пономарёв) — 15:03
7. «Chelsea Bridge» (Билли Стрейхорн) — 7:09
8. «Gina’s Cooking» (Валерий Пономарёв) — 4:52

## Участники записи
- Бас-гитара — Мартин Зенкер
- Звукорежиссёр — Джим Андерсон
- Звукорежиссёр (ассистент) — Питер Дорис
- Исполнительный продюсер — Кайла Фельдман
- Мастеринг — Аллан Такер
- Продюсер — Марк Фельдман
- Тенор-саксофон — Дон Брейден
- Труба — Валерий Пономарёв
- Ударные — Джером Дженнингс

Все данные взяты из примечаний к альбому